# Nicolas Leblanc
Nicolas Leblanc (6 tháng 12 năm 1742 - 16 tháng 1 năm 1806) là một nhà hóa học và bác sĩ phẫu thuật người Pháp đã khám phá ra cách chế tạo soda từ muối thông thường.

## Tiểu sử
Leblanc sinh ra ở Ivoy le Pré, Cher, Pháp vào ngày 6 tháng 12 năm 1742. Cha của ông, một quan chức nhỏ trong một tác phẩm bằng sắt, qua đời vào năm 1751. Leblanc được gửi đến Bourges để sống với bác sĩ Bien, một người bạn thân của gia đình. Dưới ảnh hưởng của người giám hộ của mình, Leblanc đã phát triển quan tâm đến y học. Khi Bien qua đời năm 1759, Leblanc ghi danh vào trường École de Chirurgie (trường Cao đẳng Bác sĩ) ở Paris để nghiên cứu y khoa.
Tốt nghiệp với bằng thạc sĩ về phẫu thuật, Leblanc đã mở một cuộc hành nghề y khoa. Ông kết hôn năm 1776, và đứa con đầu lòng của cặp vợ chồng sau ba năm sau đó [1]. Không thể cung cấp đầy đủ cho gia đình của mình về các khoản phí y tế mà ông thu được từ bệnh nhân của ông, Leblanc năm 1780 đã chấp nhận một vị trí là bác sĩ tư nhân cho gia đình của Louis Philip II, Công tước xứ Orléans.

## Công nghệ Leblanc
Năm 1775, Viện Hàn lâm Khoa học Pháp đưa ra một giải thưởng cho một quá trình mà theo đó soda ash có thể được sản xuất từ muối. Viện Hàn lâm Pháp muốn thúc đẩy sản xuất cacbonat natri rất cần thiết từ natri chloride không đắt tiền.
Năm 1791, Nicolas Leblanc đã thành công trong việc sản xuất cacbonat natri từ muối bằng quy trình 2 bước. Trong bước đầu tiên, natri chloride được trộn với acid sulfuric cô đặc ở nhiệt độ 800-900 °C; Khí hydro chloride được phát triển, để lại natri sulphat rắn. Trong bước thứ hai, natri sulphat được nghiền nát, trộn với than và đá vôi và nung nóng trong lò.
Giải thưởng đã được trao cho Nicolas Leblanc cho một quy trình sử dụng muối biển và axít sulfuric làm nguyên liệu. Sau đó một nhà máy (của riêng mình) đã được hoạt động sản xuất 320 tấn soda ash mỗi năm. Tuy nhiên, quá trình này đã lỗi thời và bị thay thế bằng quy trình Solvay cực kỳ sinh lợi và thuận lợi.
William Losh đã viếng thăm Paris để nghiên cứu quy trình của Leblanc. Năm 1807, Losh, Wilson và Bell mở các công trình kiềm đầu tiên ở Anh sử dụng quá trình Leblanc, tại Walker, Newcastle upon Tyne.